# Moema (Vorname)
Moema ist ein weiblicher Vorname.

## Herkunft und Bedeutung
Der Name Moema wurde vom brasilianischen Poeten Frei de Santa Rita Durão für das Gedicht Caramuru kreiert, der den Namen Gerundivum vom Tupi moeemo „gesüßt, versüßt“ ableitete. Der Name bedeutet „die, die süß ist“. Andere Forscher gehen von der Bedeutung „Lügen“ aus.

## Verbreitung
Der Name Moema wird in Brasilien nur selten vergeben. Er war dort vor allem in den 1940er bis 1970er Jahren beliebt, erreichte jedoch nie hohe Platzierungen in den Vornamenscharts.

## Namensträger
- Moema Libera Viezzer (* 1938), brasilianische Schriftstellerin, Soziologin und Feministin
- Moema Correia São Thiago (* 1948), brasilianische Anwältin und Politikerin
- Moema Isabel Passos Gramacho (* 1958), brasilianische Biologin, Chemikerin und Politikerin